# Hate Takes Its Form
Hate Takes Its Form je debutové studiové album z roku 2007 dánské death metalové skupiny Dawn of Demise.

## Seznam skladeb
| Pořadí | Název                    | Délka |
| ------ | ------------------------ | ----- |
| 1.     | Hate Takes Its Form      | 4:34  |
| 2.     | ...and Blood Will Flow   | 4:20  |
| 3.     | Degrading the Worthless  | 4:28  |
| 4.     | Within the Flesh         | 5:11  |
| 5.     | Intent to kill           | 3:42  |
| 6.     | Impurity                 | 3:58  |
| 7.     | Beyond Murder            | 4:44  |
| 8.     | Malice - Kill to Conform | 3:28  |
| 9.     | Domestic Slaughter       | 4:11  |
| 10.    | Regain Our Masochist     | 06:01 |